# 文部科学副大臣
文部科学副大臣（もんぶかがくふくだいじん、英語: State Minister of Education, Culture, Sports, Science and Technology）は、日本の文部科学省を担当する副大臣。

## 概要

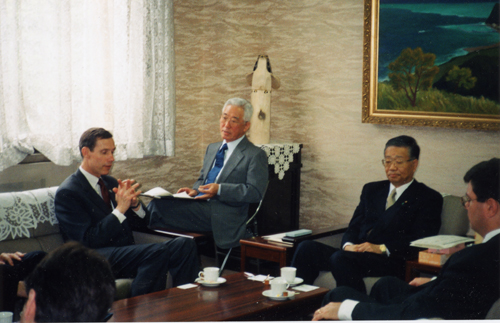
副大臣執務室（2002年、文部科学省庁舎）

中央省庁等改革基本法に基づく中央省庁再編により、2001年1月6日に文部科学省が設置された。それにともない、文部科学副大臣が新設された。同日付で第2次森改造内閣（中央省庁再編後）が発足し、衆議院議員の大野功統と河村建夫が任命された。
文部科学大臣からの命を受け、政策や企画の立案、政務の処理などを担当する。国家行政組織法に基づき、定数は2名で運用されている。
ただ、常に2名同時に任命するわけではない。第2次小泉内閣では、衆議院議員の原田義昭と稲葉大和が任命された。しかし、2004年5月20日に原田のみ退任し、後任に衆議院議員の小野晋也が就任している。
文部科学副大臣としての在任日数が最も長いのは、池坊保子である。池坊は第1次安倍内閣にて文部科学副大臣に任命され、それ以来、第1次安倍改造内閣、福田康夫内閣の計3内閣にて文部科学副大臣を務めた。また、文部科学副大臣としての就任回数が最も多いのは、鈴木寛である。池坊の在任日数には及ばないものの、鈴木は鳩山由紀夫内閣にて文部科学副大臣に任命され、それ以来、菅直人内閣、菅直人第1次改造内閣、菅直人第2次改造内閣の計4内閣にて文部科学副大臣を務めた。

## 歴代副大臣
| 文部科学副大臣 | 文部科学副大臣              | 文部科学副大臣 | 文部科学副大臣 | 文部科学副大臣 | 文部科学副大臣 | 文部科学副大臣 | 文部科学副大臣 | 文部科学副大臣 | 文部科学副大臣 | 文部科学副大臣 |
| 内閣           | 内閣                        | 氏名           | 就任日         | 退任日         | 党派           | 氏名           | 就任日         | 退任日         | 党派           | 備考           |
| -------------- | --------------------------- | -------------- | -------------- | -------------- | -------------- | -------------- | -------------- | -------------- | -------------- | -------------- |
| 第2次森内閣    | 改造内閣 （中央省庁再編後） | 大野功統       | 2001年1月6日   | 2001年4月26日  | 自由民主党     | 河村建夫       | 2001年1月6日   | 2001年4月26日  | 自由民主党     |                |
| 第1次小泉内閣  | 第1次小泉内閣               | 青山丘         | 2001年5月1日   | 2002年9月30日  | 自由民主党     | 岸田文雄       | 2001年5月1日   | 2002年9月30日  | 自由民主党     |                |
|                | 第1次改造内閣               | 河村建夫       | 2002年10月2日  | 2003年9月22日  | 自由民主党     | 渡海紀三朗     | 2002年10月2日  | 2003年9月22日  | 自由民主党     |                |
|                | 第2次改造内閣               | 原田義昭       | 2003年9月25日  | 2003年11月19日 | 自由民主党     | 宮本一三       | 2003年9月25日  | 2003年11月19日 | 自由民主党     |                |
| 第2次小泉内閣  | 第2次小泉内閣               | 原田義昭       | 2003年11月20日 | 2004年5月20日  | 自由民主党     | 稲葉大和       | 2003年11月20日 | 2004年9月27日  | 自由民主党     |                |
| 第2次小泉内閣  | 第2次小泉内閣               | 小野晋也       | 2004年5月20日  | 2004年9月27日  | 自由民主党     | ※1             | 2003年11月20日 | 2004年9月27日  | 自由民主党     |                |
|                | 改造内閣                    | 小島敏男       | 2004年9月29日  | 2005年9月21日  | 自由民主党     | 塩谷立         | 2004年9月29日  | 2005年9月21日  | 自由民主党     |                |
| 第3次小泉内閣  | 第3次小泉内閣               | 小島敏男       | 2005年9月22日  | 2005年10月31日 | 自由民主党     | 塩谷立         | 2005年9月22日  | 2005年10月31日 | 自由民主党     |                |
|                | 改造内閣                    | 河本三郎       | 2005年11月2日  | 2006年9月26日  | 自由民主党     | 馳浩           | 2005年11月2日  | 2006年9月26日  | 自由民主党     |                |
| 第1次安倍内閣  | 第1次安倍内閣               | 池坊保子       | 2006年9月27日  | 2007年8月27日  | 公明党         | 遠藤利明       | 2006年9月27日  | 2007年8月27日  | 自由民主党     |                |
|                | 改造内閣                    | 池坊保子       | 2007年8月29日  | 2007年9月26日  | 公明党         | 松浪健四郎     | 2007年8月29日  | 2007年9月26日  | 自由民主党     |                |
| 福田康夫内閣   | 福田康夫内閣                | 池坊保子       | 2007年9月27日  | 2008年8月2日   | 公明党         | 松浪健四郎     | 2007年9月27日  | 2008年8月2日   | 自由民主党     |                |
|                | 改造内閣                    | 松野博一       | 2008年8月5日   | 2008年9月24日  | 自由民主党     | 山内俊夫       | 2008年8月5日   | 2008年9月24日  | 自由民主党     |                |
| 麻生内閣       | 麻生内閣                    | 松野博一       | 2008年9月29日  | 2009年9月16日  | 自由民主党     | 山内俊夫       | 2008年9月29日  | 2009年9月16日  | 自由民主党     |                |
| 鳩山由紀夫内閣 | 鳩山由紀夫内閣              | 中川正春       | 2009年9月18日  | 2010年6月8日   | 民主党         | 鈴木寛         | 2009年9月18日  | 2010年6月8日   | 民主党         |                |
| 菅直人内閣     | 菅直人内閣                  | 中川正春       | 2010年6月9日   | 2010年9月17日  | 民主党         | 鈴木寛         | 2010年6月9日   | 2010年9月17日  | 民主党         |                |
|                | 第1次改造内閣               | 笹木竜三       | 2010年9月21日  | 2011年1月14日  | 民主党         | 鈴木寛         | 2010年9月21日  | 2011年1月14日  | 民主党         |                |
|                | 第2次改造内閣               | 笹木竜三       | 2011年1月18日  | 2011年9月2日   | 民主党         | 鈴木寛         | 2011年1月18日  | 2011年9月2日   | 民主党         |                |
| 野田内閣       | 野田内閣                    | 森裕子         | 2011年9月5日   | 2012年1月13日  | 民主党         | 奥村展三       | 2011年9月5日   | 2012年1月13日  | 民主党         |                |
|                | 第1次改造内閣               | 森裕子         | 2012年1月13日  | 2012年4月6日※2 | 民主党         | 奥村展三       | 2012年1月13日  | 2012年6月4日   | 民主党         |                |
|                | 第1次改造内閣               | 高井美穂       | 2012年4月6日   | 2012年6月4日   | 民主党         | 奥村展三       | 2012年1月13日  | 2012年6月4日   | 民主党         |                |
|                | 第2次改造内閣               | 高井美穂       | 2012年6月4日   | 2012年10月1日  | 民主党         | 奥村展三       | 2012年6月4日   | 2012年10月1日  | 民主党         |                |
|                | 第3次改造内閣               | 笠浩史         | 2012年10月2日  | 2012年12月26日 | 民主党         | 松本大輔       | 2012年10月2日  | 2012年12月26日 | 民主党         |                |
| 第2次安倍内閣  | 第2次安倍内閣               | 谷川弥一       | 2012年12月27日 | 2013年9月30日  | 自由民主党     | 福井照         | 2012年12月27日 | 2013年9月30日  | 自由民主党     |                |
| 第2次安倍内閣  | 第2次安倍内閣               | 桜田義孝       | 2013年9月30日  | 2014年9月3日   | 自由民主党     | 西川京子       | 2013年9月30日  | 2014年9月3日   | 自由民主党     |                |
|                | 改造内閣                    | 丹羽秀樹       | 2014年9月4日   | 2014年12月24日 | 自由民主党     | 藤井基之       | 2014年9月4日   | 2014年12月24日 | 自由民主党     |                |
| 第3次安倍内閣  | 第3次安倍内閣               | 丹羽秀樹       | 2014年12月25日 | 2015年10月9日  | 自由民主党     | 藤井基之       | 2014年12月24日 | 2015年10月9日  | 自由民主党     |                |
|                | 第1次改造内閣               | 義家弘介       | 2015年10月9日  | 2016年8月5日   | 自由民主党     | 冨岡勉         | 2015年10月9日  | 2016年8月5日   | 自由民主党     |                |
|                | 第2次改造内閣               | 義家弘介       | 2016年8月5日   | 2017年8月7日   | 自由民主党     | 水落敏栄       | 2016年8月5日   | 2017年8月7日   | 自由民主党     |                |
|                | 第3次改造内閣               | 丹羽秀樹       | 2017年8月7日   | 2017年11月2日  | 自由民主党     | 水落敏栄       | 2017年8月7日   | 2017年11月2日  | 自由民主党     |                |
| 第4次安倍内閣  | 第4次安倍内閣               | 丹羽秀樹       | 2017年11月2日  | 2018年10月4日  | 自由民主党     | 水落敏栄       | 2017年11月2日  | 2018年10月4日  | 自由民主党     |                |
|                | 改造内閣                    | 永岡桂子       | 2018年10月4日  | 2019年9月13日  | 自由民主党     | 浮島智子       | 2018年10月4日  | 2019年9月13日  | 公明党         |                |
|                | 再改造内閣                  | 上野通子       | 2019年9月13日  | 2020年9月18日  | 自由民主党     | 亀岡偉民       | 2019年9月13日  | 2020年9月18日  | 自由民主党     |                |
| 菅義偉内閣     | 菅義偉内閣                  | 高橋比奈子     | 2020年9月18日  | 2021年10月6日  | 自由民主党     | 田野瀬太道※3   | 2020年9月18日  | 2021年2月1日   | 自由民主党     |                |
| 菅義偉内閣     | 菅義偉内閣                  | 高橋比奈子     | 2020年9月18日  | 2021年10月6日  | 自由民主党     | 丹羽秀樹       | 2021年2月1日   | 2021年10月6日  | 自由民主党     |                |
| 第1次岸田内閣  | 第1次岸田内閣               | 田中英之       | 2021年10月6日  | 2021年11月11日 | 自由民主党     | 池田佳隆       | 2021年10月6日  | 2021年11月11日 | 自由民主党     |                |
| 第2次岸田内閣  | 第2次岸田内閣               | 田中英之       | 2021年11月11日 | 2022年8月12日  | 自由民主党     | 池田佳隆       | 2021年11月11日 | 2022年8月12日  | 自由民主党     |                |
|                | 第1次改造内閣               | 井出庸生       | 2022年8月12日  | 2023年9月15日  | 自由民主党     | 簗和生         | 2022年8月12日  | 2023年9月15日  | 自由民主党     |                |
| 第2次改造内閣  | 青山周平                    | 2023年9月15日  | 2023年12月14日 | 今枝宗一郎     | 自由民主党     | 2023年9月15日  | 2024年10月3日  |                | 自由民主党     |                |
| 第2次改造内閣  | 阿部俊子                    | 2023年12月14日 | 2024年10月3日  | 今枝宗一郎     | 自由民主党     | 2023年9月15日  | 2024年10月3日  |                | 自由民主党     |                |
| 第1次石破内閣  | 第1次石破内閣               | 武部新         | 2024年10月3日  | 今枝宗一郎     | 自由民主党     | 2024年11月13日 | 2024年10月3日  | 2024年11月13日 | 自由民主党     |                |
| 第2次石破内閣  | 第2次石破内閣               | 武部新         | 2024年11月13日 | 現職           | 自由民主党     | 野中厚         | 2024年11月13日 | 現職           | 自由民主党     |                |

- 副大臣は同一の職に複数名を任命することがあるため、通常は代数の表記は行わない。そのため、本表では代数の欄は設けない。
- 党派の欄は、就任時の所属政党を記載した。
- ※1：原田義昭のみ退任し、後任に小野晋也が就任。
- ※2：森裕子のみ退任し、後任に高井美穂が就任。
- ※3：田野瀬太道のみ退任し、後任に丹羽秀樹が就任。